# 중화민국 교통부 관광서

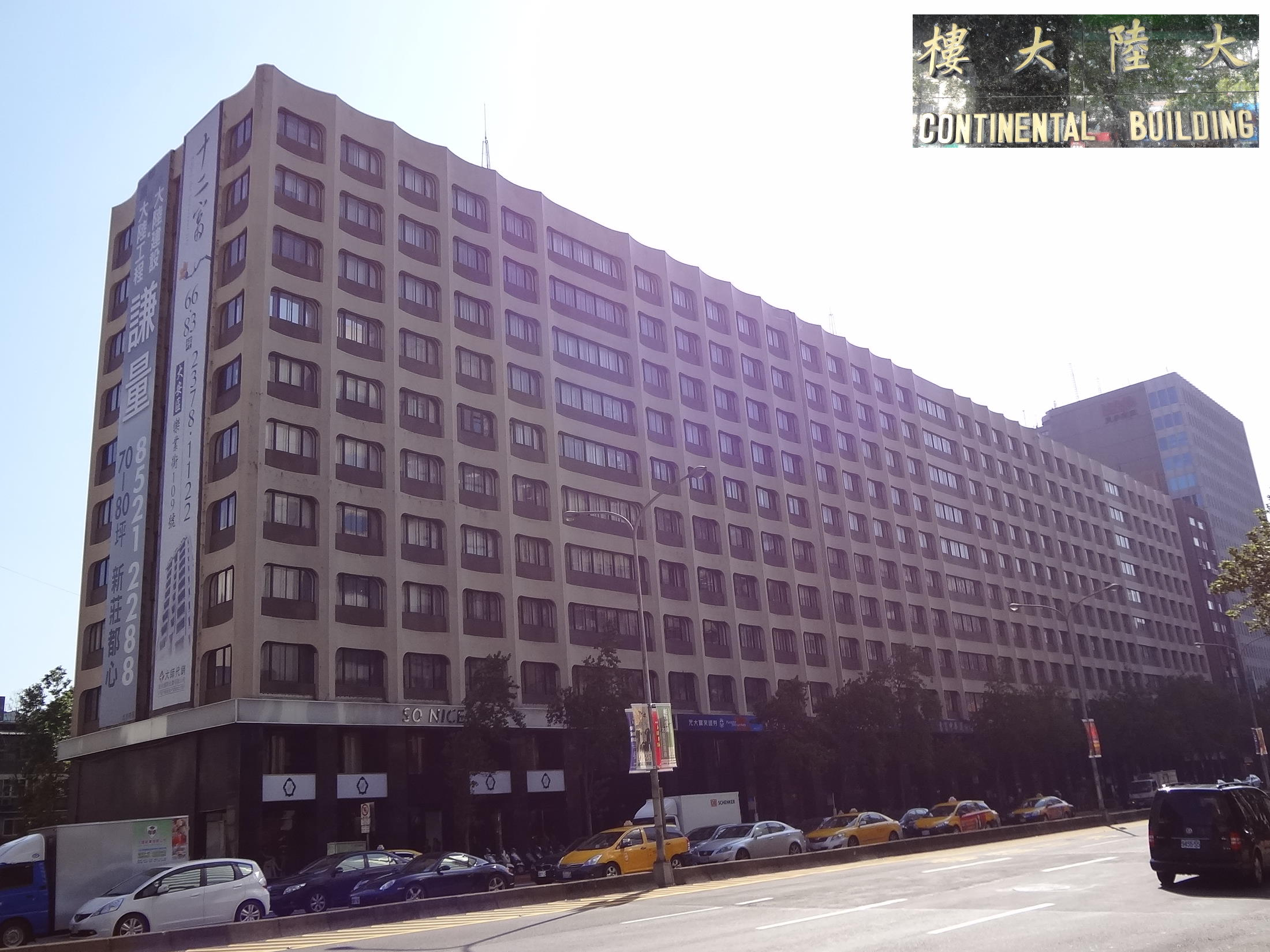
교통부관광국

교통부관광국(交通部觀光局)은 중화민국 교통부에 속해있는 관광 홍보 담당 부서이다. 약칭은 관광국이고, 1960년에 정식 설립되었다. 국내의 관광 명소및 해외에 사무실을 설치해 관광 홍보 등의 업무를 하고 있다.

## 연혁
1960년 정식 설립되었고, 1966년 10월 관광사업위원회라는 이름으로 개칭되었다. 1971년에는 교통부관광사업국으로 개편되고, 1973년 3월 현재의 이름으로 개칭되었다.

## 조직 현황
- 국장
- 부국장
- 주임비서